# Lijst van gemeentelijke monumenten in Wierden
De gemeente Wierden kent 29 gemeentelijke monumenten, hieronder een overzicht. 

## Enter
De plaats Enter kent 10 gemeentelijke monumenten:
| Object                   | Bouwjaar | Architect     | Locatie                   | Coördinaten                   | Nr.           | Afbeelding               |
| ------------------------ | -------- | ------------- | ------------------------- | ----------------------------- | ------------- | ------------------------ |
|                          |          |               | Broezeweg 4               | 52° 19' 17" NB, 6° 35' 20" OL | 0189/wikinr1  |                          |
|                          |          |               | Dorpsstraat 16            | 52° 17' 58" NB, 6° 34' 37" OL | 0189/wikinr2  |                          |
|                          |          |               | Dorpsstraat 20            | 52° 17' 56" NB, 6° 34' 38" OL | 0189/wikinr3  |                          |
| Woonboerderij            | 1780     |               | Dorpsstraat 27            | 52° 17' 56" NB, 6° 34' 39" OL | 0189/wikinr4  | Woonboerderij            |
|                          |          |               | Dorpsstraat 35            | 52° 17' 54" NB, 6° 34' 41" OL | 0189/wikinr5  |                          |
|                          |          |               | Dorpsstraat 54            | 52° 17' 46" NB, 6° 34' 39" OL | 0189/wikinr6  |                          |
| Kerkcomplek Antonius Abt | 1927     | C.A. Hardeman | Dorpsstraat 123, 125, 127 | 52° 17' 32" NB, 6° 34' 36" OL | 0189/wikinr7  | Kerkcomplek Antonius Abt |
|                          |          |               | Rondweg 29                | 52° 17' 31" NB, 6° 33' 43" OL | 0189/wikinr8  |                          |
|                          |          |               | Werfstraat 1              | 52° 17' 50" NB, 6° 34' 41" OL | 0189/wikinr9  |                          |
|                          |          |               | Ypeloweg 14               | 52° 20' 13" NB, 6° 35' 27" OL | 0189/wikinr10 |                          |

## Notter
De plaats Notter kent 4 gemeentelijke monumenten:
| Object                              | Bouwjaar | Architect | Locatie         | Coördinaten                   | Nr.           | Afbeelding        |
| ----------------------------------- | -------- | --------- | --------------- | ----------------------------- | ------------- | ----------------- |
| Boerderij                           |          |           | Grimbergerweg 1 | 52° 19' 37" NB, 6° 32' 42" OL | 0189/wikinr11 | Boerderij         |
| Vrijstaande schuur is rijksmonument |          |           | Grimbergerweg 2 | 52° 19' 43" NB, 6° 32' 37" OL | 0189/wikinr12 | Meer afbeeldingen |
| Schuur                              |          |           | Grimbergerweg 3 | 52° 19' 43" NB, 6° 32' 23" OL | 0189/wikinr13 | Meer afbeeldingen |
| Hek                                 |          |           | Grimbergerweg 7 | 52° 19' 33" NB, 6° 32' 18" OL | 0189/wikinr14 | Hek               |

## Wierden
De plaats Wierden kent 14 gemeentelijke monumenten:
| Object               | Bouwjaar | Architect | Locatie                                       | Coördinaten                   | Nr.           | Afbeelding           |
| -------------------- | -------- | --------- | --------------------------------------------- | ----------------------------- | ------------- | -------------------- |
|                      |          |           | Almelosestraat 4, 6, 8, 10                    | 52° 21' 24" NB, 6° 35' 46" OL | 0189/wikinr15 |                      |
| Dorpskerk            | 1928     |           | Burg. J.C. van den Bergplein 3                | 52° 21' 25" NB, 6° 35' 37" OL | 0189/wikinr16 | Meer afbeeldingen    |
|                      |          |           | Burg. J.C. van den Bergplein 4, 5, 6          | 52° 21' 25" NB, 6° 35' 36" OL | 0189/wikinr17 |                      |
|                      |          |           | Burg. J.C. van den Bergplein 7, 8             | 52° 21' 25" NB, 6° 35' 35" OL | 0189/wikinr18 |                      |
|                      |          |           | Burg. J.C. van den Bergplein 9                | 52° 21' 26" NB, 6° 35' 34" OL | 0189/wikinr19 | Meer afbeeldingen    |
|                      |          |           | Hexelseweg 39, 41, 43, 45, 47, 49, 51, 53, 55 | 52° 21' 59" NB, 6° 34' 36" OL | 0189/wikinr20 |                      |
|                      |          |           | Marktstraat 15, 17                            | 52° 21' 29" NB, 6° 35' 27" OL | 0189/wikinr21 |                      |
| Elektriciteitshuisje |          |           | Nijverdalsestraat bij 98                      | 52° 21' 36" NB, 6° 34' 23" OL | 0189/wikinr22 | Elektriciteitshuisje |
|                      |          |           | Oude Zwolsestraat 16                          | 52° 21' 36" NB, 6° 35' 22" OL | 0189/wikinr23 |                      |
|                      |          |           | Oude Zwolseweg 3                              | 52° 23' 0" NB, 6° 33' 56" OL  | 0189/wikinr24 |                      |
| Villa                |          |           | Rijssensestraat 50                            | 52° 21' 16" NB, 6° 35' 17" OL | 0189/wikinr25 | Villa                |
|                      |          |           | Rijssensestraat 51, 53, 55                    | 52° 21' 16" NB, 6° 35' 21" OL | 0189/wikinr26 |                      |
|                      |          |           | Smeijerskampstraat 1, 2a, 3, 4                | 52° 21' 18" NB, 6° 35' 19" OL | 0189/wikinr27 |                      |
| Schuur               |          |           | Zeggertweg 4                                  | 52° 19' 36" NB, 6° 32' 59" OL | 0189/wikinr28 | Schuur               |

## Zuna
De plaats Zuna kent 1 gemeentelijk monument:
| Object | Bouwjaar | Architect | Locatie   | Coördinaten                   | Nr.           | Afbeelding |
| ------ | -------- | --------- | --------- | ----------------------------- | ------------- | ---------- |
|        |          |           | Zunaweg 1 | 52° 19' 57" NB, 6° 30' 12" OL | 0189/wikinr29 |            |

Almelo ·
Borne ·
Dalfsen ·
Dinkelland ·
Deventer ·
Enschede ·
Haaksbergen ·
Hardenberg ·
Hellendoorn ·
Hengelo ·
Hof van Twente ·
Kampen ·
Losser ·
Oldenzaal ·
Olst-Wijhe ·
Ommen ·
Raalte ·
Rijssen-Holten ·
Staphorst ·
Steenwijkerland ·
Twenterand ·
Wierden ·
Zwartewaterland ·
Zwolle